# 리처드 딕스

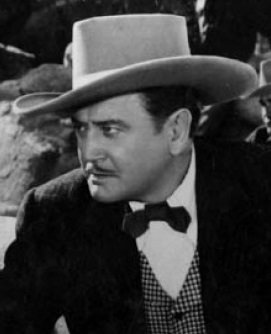

리처드 딕스(Richard Dix, 1893년 7월 18일 ~ 1949년 9월 20일)는 미국의 영화 프로듀서, 연극 배우, 영화배우이다.
세인트폴에서 태어났으며 로스앤젤레스에서 심근 경색으로 사망하였다. 포리스트 론 메모리얼 파크에 매장되었다.

## 영화
- 제1구조대 (1979년)
- 더 마크 오브 더 휘슬러 (1944년)
- 유령선 (1943년) - 윌 스톤 선장 역
- 시머론 (1931년)
- 소울 포 세일 (1923년)
- 십계 (1923년)